# La Tribu de Celtill

La Tribu de Celtill est une série de romans historiques pour la jeunesse d'Évelyne Brisou-Pellen, dont le héros est Celtill.
Celtill est le fils d'un romain et d'une fille de chef gaulois, au croisement de deux civilisations, ce qui ne lui rend pas la vie facile tous les jours.
Au fil des quatre tomes de son histoire, Celtill nous expose la vie de son village et les us et coutumes des deux peuples, tout en menant des enquêtes...Car il se passe de drôles de choses à Moricambo et Celtill, d'une curiosité insatiable veut comprendre ce qui se passe, et si possible sans y voir une intervention divine. Aidé de certains dons qui lui sont propres et d'un esclave pour le moins spécial, nommé Septemtrion, il va percer les mystères dont son village est le théâtre, mais va en même temps découvrir qui il est vraiment, sa moitié gauloise lui ayant légué un héritage pour le moins inattendu.